# Musée Berggruen
Pour les articles homonymes, voir Berggruen.
Le musée Berggruen de Berlin est un musée d’art moderne qui présente un ensemble d'œuvres de Pablo Picasso, Paul Klee, Henri Matisse, Alberto Giacometti et Georges Braque donnant un aperçu des avant-gardes du XXe siècle.

## La collection
En 1947, Heinz Berggruen s'installe à Paris où, après avoir déniché un album de dessins de Toulouse-Lautrec, il ouvre une galerie place Dauphine, sur l'île de la Cité. André Breton, Paul Éluard, Tristan Tzara servent bientôt d'intermédiaires auprès des artistes.
Berggruen acquiert une renommée internationale dans le domaine de l'estampe, de la gravure, de la lithographie, notamment après avoir organisé la première exposition de gravures de Klee en 1950 et celle des « papiers découpés » de Matisse en 1953.
Lui-même commence à acheter des Klee et des Picasso qu'il accumule par dizaines : « j'étais mon meilleur client ! » avoue-t-il.
En 1996, il revient vivre à Berlin et emporte avec lui sa collection, dont il fait don à l'État allemand en 2000.

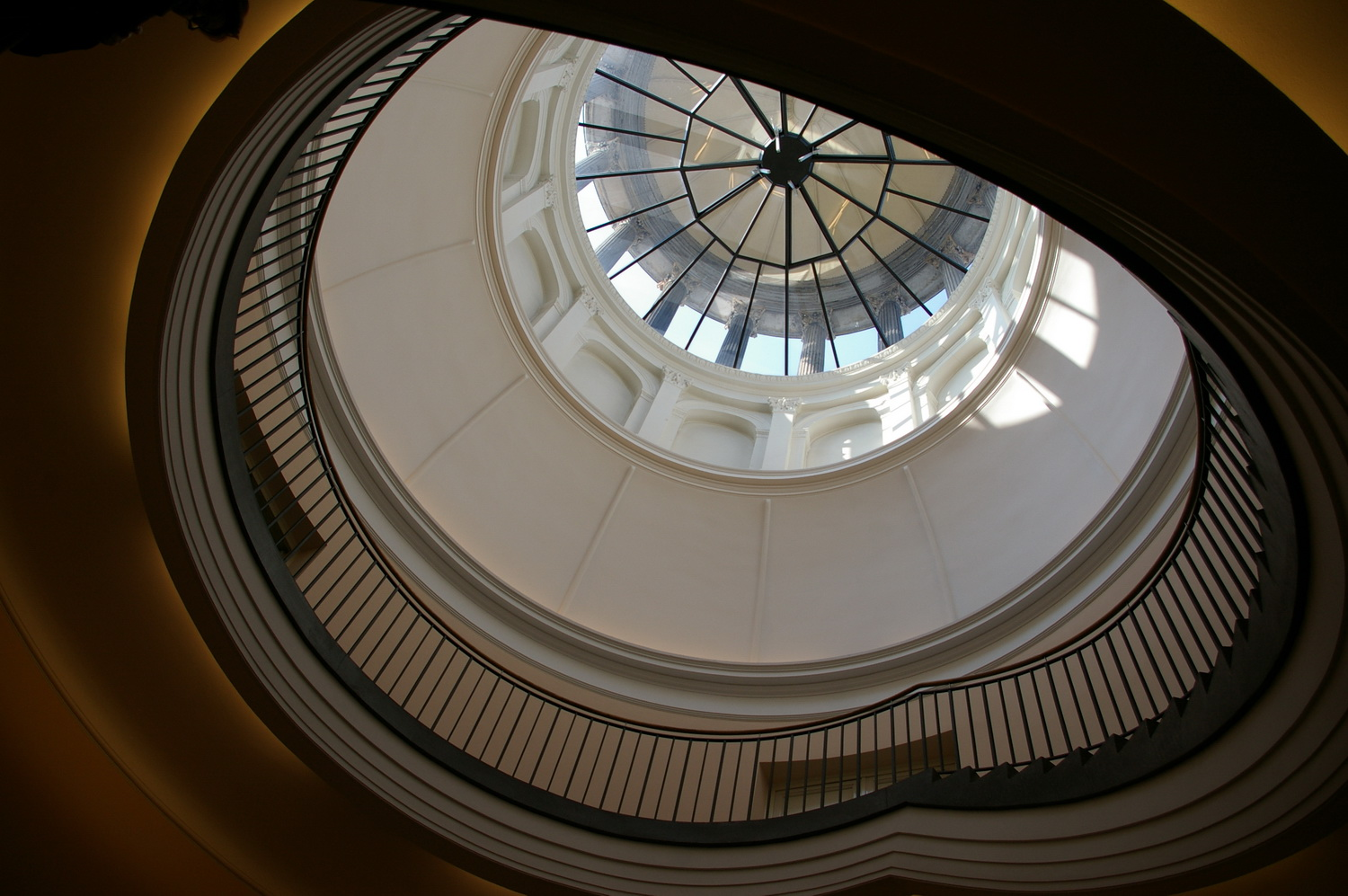
Coupole de l'escalier.
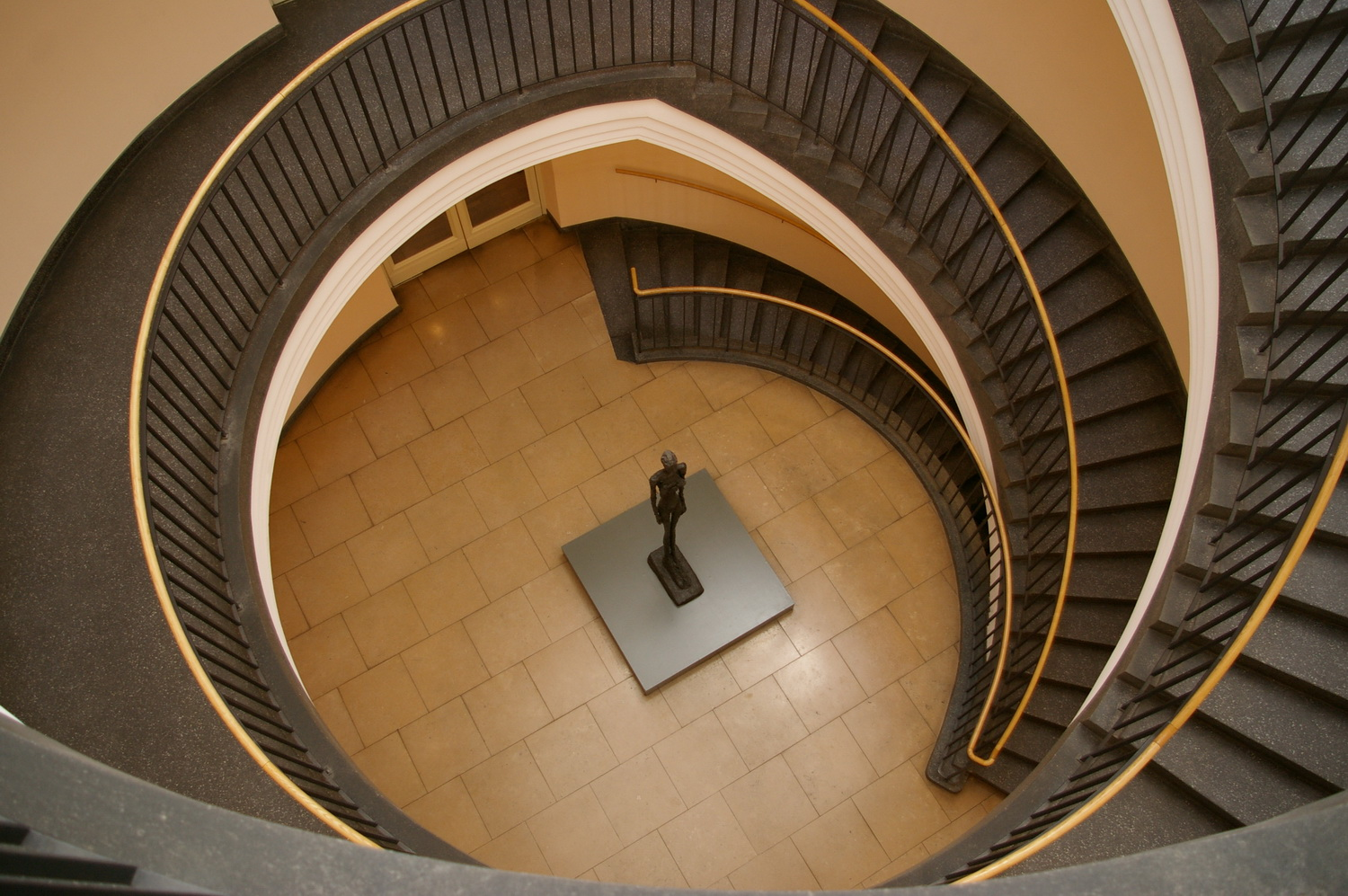
La cage d'escalier.

### Picasso
Plusieurs salles sont consacrées à Picasso. Quelque 85 œuvres — peintures, sculptures, gouaches et dessins — couvrent les différentes périodes d'activité créatrice de l'artiste.
L'une des œuvres les plus anciennes, Au café, date de 1902 ; Picasso n'avait alors que 21 ans. Le Portrait de Georges Braque (1909-1910), exposé à proximité de deux réalisations de cet artiste, introduit le cubisme. Sont également exposées des sculptures témoignant du renouveau apporté par Picasso dans ce domaine au début du siècle (Tête de Fernande, 1909). En 2005 la famille Berggruen acquiert le Nu Jaune de l'artiste (1907) pour 13,7 millions de dollars à Sotheby's à New York ; cette gouache est l'une des premières études pour Les Demoiselles d'Avignon, elle est mise en parallèle avec des œuvres d'art africain qui rappellent la dette du cubisme aux arts premiers.
En 2021, le musée présente une exposition des peintures Les Femmes d'Alger de Picasso.
Picasso avait aussi une excellente connaissance des maîtres classiques comme le prouve, par exemple, le pastel Nu assis s'essuyant le pied (1921) aux influences antiques. Nombreux et superbes portraits de femmes également avec, entre autres, le Portrait de Dora Maar aux ongles verts (1936).

### Matisse
De petites peintures telles qu'Intérieur d'atelier à Nice et Le Cahier bleu, mais aussi des collages et dessins, montrent l'aisance graphique de l'artiste. L'exposition de ces œuvres permet également de mettre en évidence le lien de Picasso avec ce maître précurseur.

### Klee
Heinz Berggruen appréciait beaucoup Paul Klee. On trouve dans le musée des aquarelles, peintures et dessins dont la délicatesse et la finesse contrastent singulièrement avec l'œuvre puissante de Picasso.

### Giacometti
Parmi quelques sculptures d'Alberto Giacometti, on peut voir l'une de ses rares sculptures animalières, Le Chat (1951).